# 栃木県道232号矢又大内線

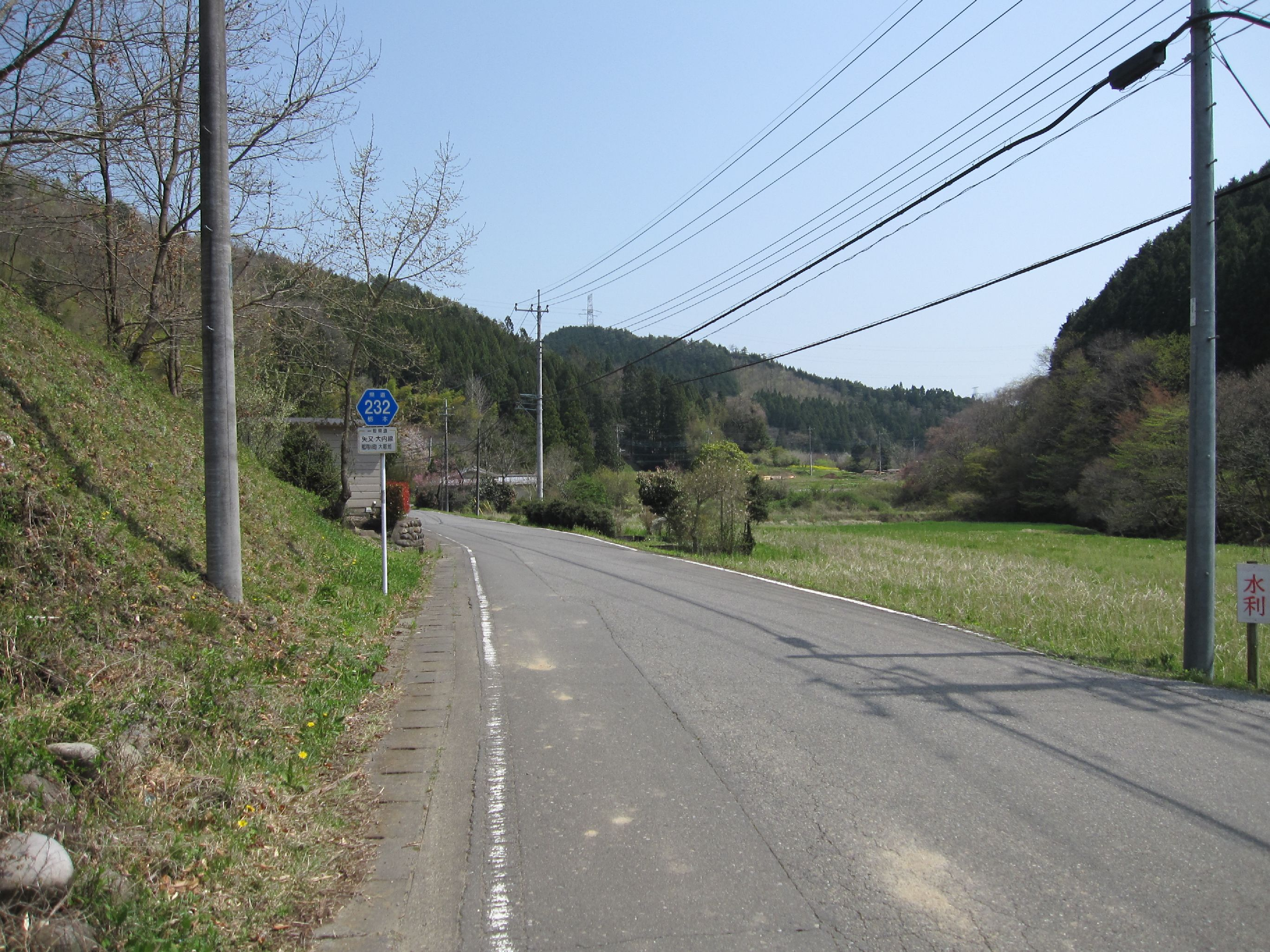
那珂川町大那地付近

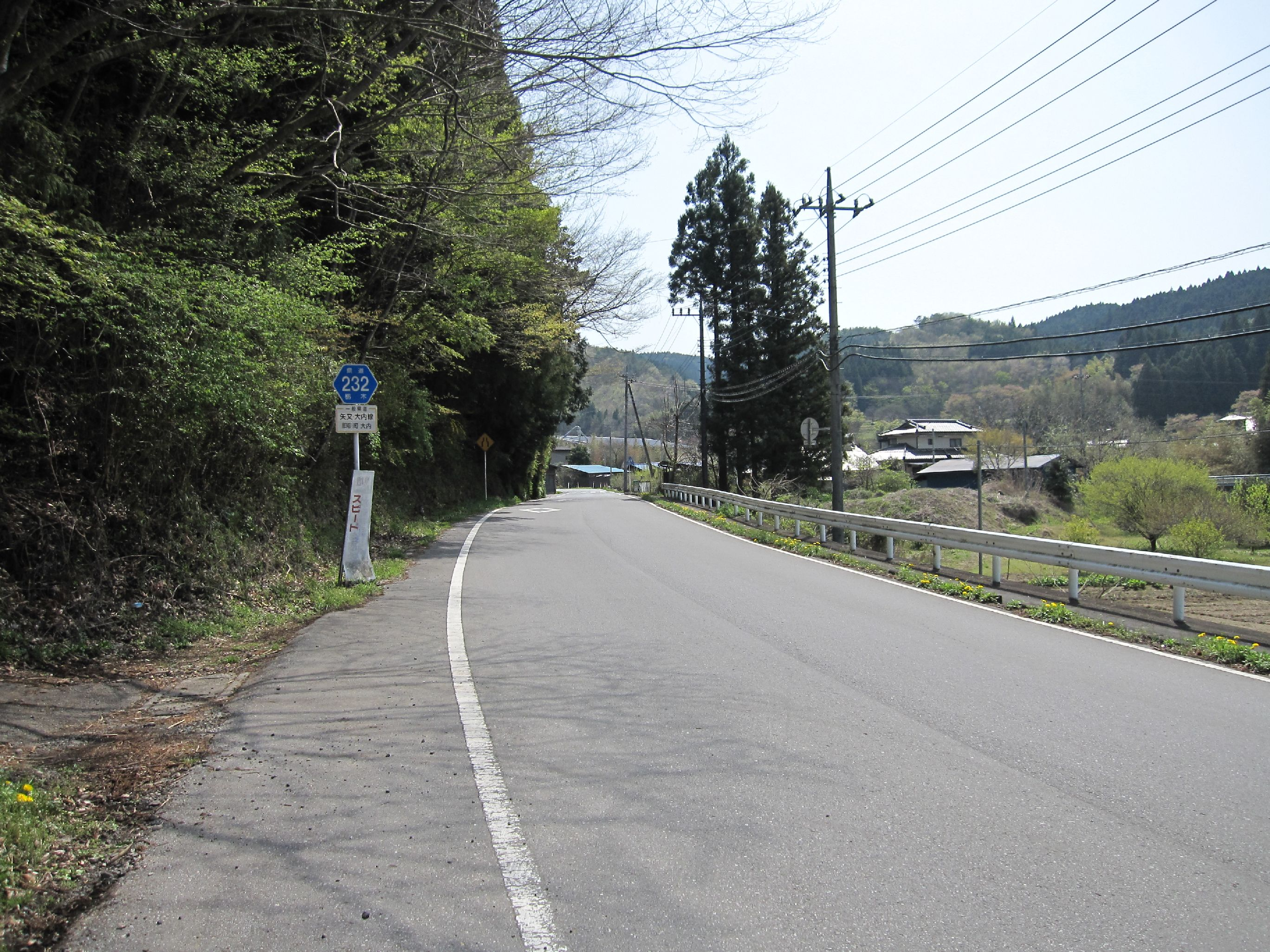
那珂川町大内（終点）付近

栃木県道232号矢又大内線（とちぎけんどう232ごう やまたおおうちせん）は、栃木県那須郡那珂川町を通る一般県道である。

## 概要
那珂川町南部の矢又から東に向かい、茨城県境近くの鷲子山および鷲子山上神社付近を経由し、大内川に沿いながら大那地の集落の中を北西に向かって国道461号に合流する道路。鷲子山上神社入口から大那地までは未舗装・1車線の離合困難な道が続き、途中には自動車交通不能区間も存在する。一方、大那地から大内の間では住居が多く林立しており、終点から県道234号分岐点付近の大那地五輪場までは那珂川町営バスの馬頭大那地線が運行されているなど生活道路として機能している。

### 路線データ
- 総延長：15.302km（うち自動車交通不能区間：794m）
- 起点：栃木県那須郡那珂川町矢又（国道293号交点）
- 終点：栃木県那須郡那珂川町大内（大内交差点＝国道461号交点）
- 認定：1961年（昭和36年）4月1日

## 歴史
- 1961年（昭和36年）4月1日 - 太郎沢大内線として認定。
- 2008年（平成20年）4月1日 - 現在の路線名に改称。

## 路線状況

### 別名
黄門道路
徳川光圀（水戸黄門）がこの道を通って鷲子山上神社を参拝したとされることから。

## 地理

### 交差する道路
- 栃木県道234号小田野大那地線（那珂川町大那地）